# وزير إسكتلندا الأول
وزير اسكتلندا الأول (بالاسكتلندية: heid meinister o Scotland) هو رئيس الحكومة الاسكتلندية وأمين ختم اسكتلندا العظيم. يرأس الوزير الأول مجلس الوزراء الاسكتلندي وهو مسؤول في المقام الأول عن صياغة سياسة الحكومة الاسكتلندية وتطويرها وتمثيلها. تشمل المهام الإضافية للوزير الأول تعزيز وتمثيل اسكتلندا بصفة رسمية، في الداخل والخارج.
يرشح البرلمان الاسكتلندي الوزير الأول من بين أعضاء البرلمان الاسكتلندي، ويعينه الملك بصفة رسمية. يعين الوزير الأول أعضاء مجلس الوزراء الاسكتلندي وصغار الوزراء في الحكومة الاسكتلندية فضلًا عن مسؤولي القانون الاسكتلنديين. يُعد الوزير الأول، بصفته رئيس الحكومة الاسكتلندية، مسؤولًا بشكل مباشر أمام البرلمان الاسكتلندي عن أعماله وأعمال الحكومة.
يتولى المنصب حمزة يوسف من الحزب الوطني الاسكتلندي منذ 29 مارس 2023 بعد استقالة نيكولا ستورجون. انتخب البرلمان الاسكتلني يوسف مرشحًا في 28 مارس 2023، وفي اليوم التالي أدى يوسف اليمين الدستورية وحصل على الختم الاسكتلندي وعينه تشارلز الثالث رسميًا.

## نبذة تاريخية
أنشأ برلمان المملكة المتحدة، وحكومة حزب العمال برئاسة رئيس الوزراء توني بلير، البرلمان الاسكتلندي والسلطة التنفيذية الاسكتلندية (الحكومة الاسكتلندية لاحقًا)، وذلك بعد استفتاء عام 1997، الذي أسفر عن موافقة الناخبين الاسكتلنديين بذلك.
جرى تعليق عمل برلمان اسكتلندا السابق في أعقاب قانونا الاتحاد 1707، اللذان شكلا برلمان بريطانيا العظمى. عُرفت إعادة إنشاء هيئة تشريعية وتنفيذية مخصصة لاسكتلندا باسم تفويض السلطة، وبدأت بتدبير من تدابير الحكم الذاتي في شؤونها الداخلية، كالصحة والتعليم والعدالة. وصلت حركة تفويض السلطة إلى ذروتها في سبعينيات القرن العشرين، وأسفرت عن اللجنة الملكية للدستور، ما أدى إلى قانون برلمان اسكتلندا لعام 1978. كان من شأن ذلك إنشاء سلطة تنفيذية اسكتلندية مستقلة ذات زعيم يُطلق عليه اسم «الأمين الأول»، وهو منصب كان من المتوقع بشكل كبير أن يشغله زعيم ستراثكلايد السياسي جيف شو، ولكن حال دون ذلك وفاة شو المبكرة وفشله في الفوز بالاستفتاء، ما أدى إلى عدم تنفيذ القانون، والانتظار لعشرين عامًا مع صدور قانون اسكتلندا لعام 1998.
أدى تفويض السلطة الاسكتلندي إلى تغييرات إدارية وتشريعية في طريقة حكم اسكتلندا، وأسفر عن إنشاء منصب الوزير الأول ليكون رئيس الحكومة الاسكتلندية المفوضة. مصطلح «الوزير الأول» مشابه لاستخدام رئيس الوزراء للإشارة إلى رؤساء الحكومات في الكيانات دون الوطنية لدول الكومنولث، كمقاطعات كندا وولايات أستراليا ومحافظات جنوب أفريقيا.
كان وزير الخارجية في اسكتلندا، الذي كان منصبه في اسكتلندا عبارة عن إدارة تابعة للحكومة البريطانية أُنشئت عام 1885، يمارس وظائف وزير الأول قبل تفويض السلطة. وزير الخارجية هو عضو في مجلس الوزراء البريطاني يعينه رئيس الوزراء لتولي المسؤولية عن الشؤون الداخلية لاسكتلندا.
أصبح دور وزير خارجية اسكتلندا، منذ عام 1999، ذا أهمية أقل بكثير في ما يخص المنصب الذي أُعيد تسميته ليصبح (منصب وزير الدولة لاسكتلندا) وذلك نتيجة لنقل المسؤوليات إلى البرلمان الاسكتلندي والحكومة الاسكتلندية.

## الانتخاب والفترة
يرشح البرلمان الاسكتلندي الوزير الأول في بداية كل ولاية، عن طريق اقتراع شامل بين أعضائه، ثم يعينه الملك رسميًا.
من الناحية النظرية، يمكن لأي عضو في البرلمان الاسكتلندي أن يُرشح لمنصب الوزير الأول. يجب على الحكومة، مع ذلك، الحفاظ على ثقة البرلمان الاسكتلندي من أجل الحصول على الإمدادات (الوصول إلى أموال الخزانة) والبقاء في السلطة. لهذا السبب، يكون الوزير الأول دائمًا زعيم الحزب الأكبر، أو زعيم الشريك الرئيسي في أي ائتلاف للأغلبية. لا توجد فترة ولاية للوزير الأول، فهو يشغل منصبه حسب «رغبة صاحبة الجلالة». غير أنه لا يمكن عمليًا أن يظل الوزير الأول في منصبه رغمًا عن إرادة البرلمان الاسكتلندي، والواقع أن قانون اسكتلندا يشترط صراحة على الوزير الأول، إذا لم تعد حكومته «تتمتع بثقة البرلمان»، الاستقالة أو السعي لحل البرلمان (وإجراء انتخابات جديدة). يتولى الحاكم، في حالة أصبح منصب الوزير الأول شاغرًا، مسؤولية تعيين شاغل المنصب الجديد بناءً على ترشيح من البرلمان الاسكتلندي، ويُضفى الطابع الرسمي على التعيين في اجتماع يعقد بين الحاكم والوزير الأول المعين.
من الصعب على حزب واحد، بالنظر إلى نظام الأعضاء الإضافين المستخدم لانتخاب الأعضاء، أن يحصل على أغلبية عامة من المقاعد في البرلمان الاسكتلندي. حصل الحزب الوطني الاسكتلندي، عندما نقلت حكومة حزب العمال في وستمنستر سلطاتها إلى اسكتلندا، على أغلبية شاملة من المقاعد في انتخابات عام 2011، وبالتالي كان لديه العدد الكافي للتصويت لزعيمه أليكس ساموند، كوزير أول لولاية ثانية.
ينبغي ترشيح الوزير الأول، بعد انتخاب البرلمان الاسكتلندي، في غضون 28 يومًا. بموجب أحكام قانون اسكتلندا، إذا لم يرشح البرلمان وزيرًا أول، يحل البرلمان في غضون هذا الإطار الزمني وينظم انتخابات جديدة. لا يخلي الوزير الأول منصبه على الفور إذا هُزم في انتخابات عامة. لا يترك الوزير الأول منصبه إلا عندما يرشح البرلمان الاسكتلندي شخصًا يخلفه.

يؤدي الوزير الأول، بعد توليه منصبه، القسم الرسمي على النحو المنصوص عليه في قانون اليمين التعهدية لعام 1868. يؤدي السيد رئيس المحكمة المدنية المدنية اليمين في إحدى جلسات المحكمة في مبنى البرلمان في إدنبرة. نص القسم هو:
أقسم أنا [الاسم]، بصفتي الوزير الأول، أنني سأخدم جلالة الملكة إليزابيث، وعلى ذلك، فليساعدني الرب.
لا ترتبط فترة منصب الوزير الأول بفترة أعضاء البرلمان الاسكتلندي. يحدد قانون اسكتلندا مدة أقصاها أربع سنوات لكل دورة من دورات البرلمان. ينص القانون، ابتداءً من عام 1999، على أن تُجرى انتخابات البرلمان الاسكتلندي في أول خميس من شهر مايو، كل أربع سنوات. يمكن حل البرلمان وعقد انتخابات عامة استثنائية، قبل انتهاء فترة السنوات الأربع، إذا صوت ثلثا (أو أكثر) أعضاء البرلمان الاسكتلندي لصالح هذا الإجراء في قرار صادر عن البرلمان الاسكتلندي. إذا صوتت أغلبية بسيطة من أعضاء البرلمان على اقتراح بحجب الثقة عن الوزير الأول أو حكومته، فسيؤدي ذلك إلى بدء فترة من 28 يومًا لتسمية من يحل محله، ويتعين الدعوة إلى إجراء انتخابات استثنائية، إذا انقضت تلك الفترة دون تعيين وزير أول جديد.
يستمر الوزير الأول، بمجرد تعيينه في منصبه كرئيس للحكومة الاسكتلندية المنقولة إلى أن يستقيل، أو يُعزل أو يموت في منصبه. يمكن أن تبدأ الاستقالة بتمرير اقتراح بحجب الثقة من الوزير الأول أو من الحكومة الاسكتلندية أو برفض اقتراح الثقة في البرلمان الاسكتلندي. يجب على الوزير الأول، في هذه الحالات، تقديم استقالته واستقالة حكومته، إلى الملك. يعين رئيس البرلمان، في مثل هذه الظروف، وزيرًا أول مؤقتًا إلى أن يقرر البرلمان الاسكتلندي مرشحًا جديدًا يُقدم إلى التاج لتعيينه رسميًا.